# Islamisches Opferfest

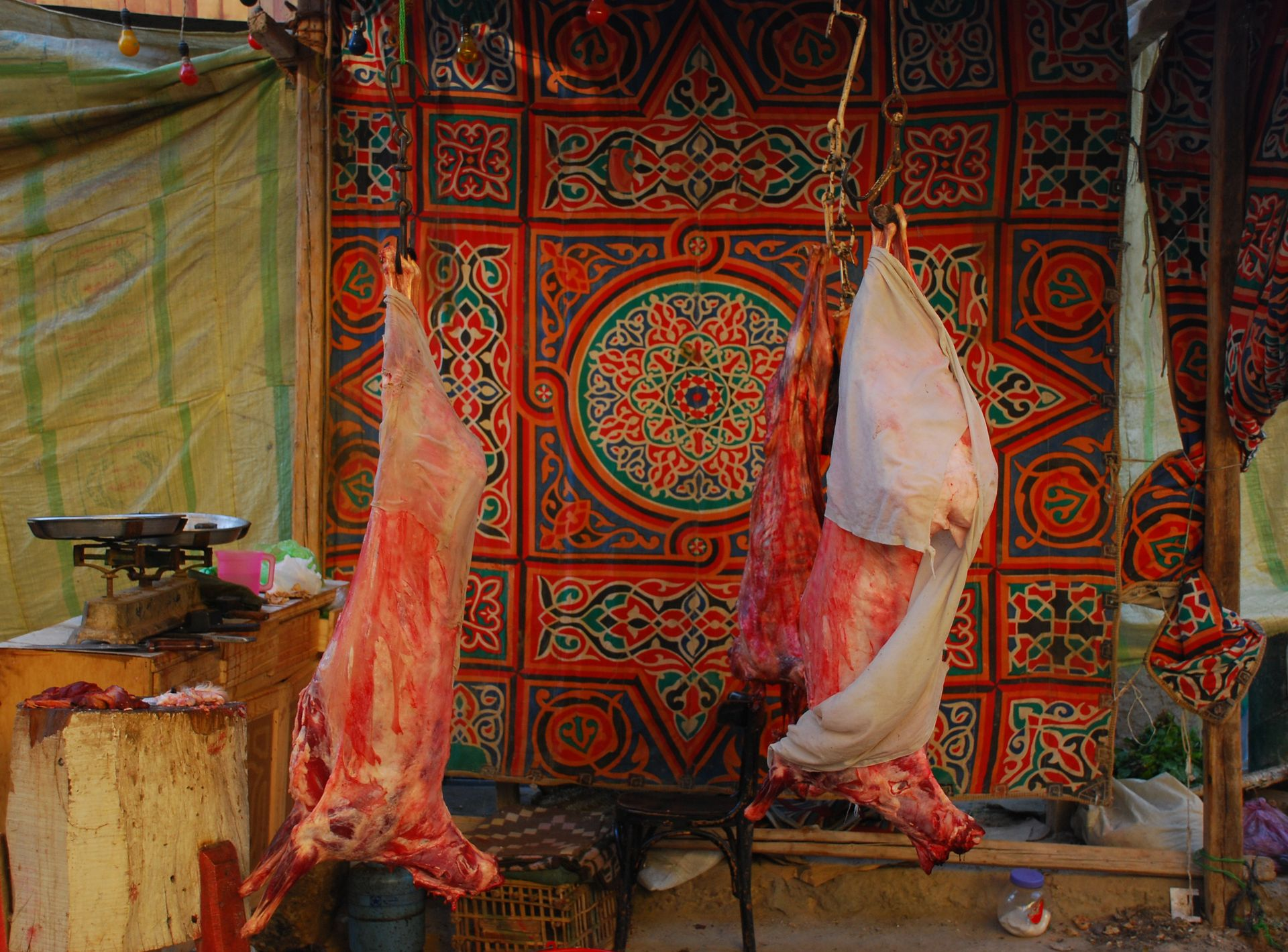
Straßenstand in al-Minya während des Opferfestes, an dem Metzger Schafe schlachten und portioniert verkaufen. Das farbige Stoffmuster des Zeltes ist für Ägypten typisch. Private Schlachtungen finden direkt vor dem oder im eigenen Haus statt.

Das Opferfest, auch Eid ul-Adha (arabisch عيد الأضحى, DMG ʿĪdu l-Aḍḥā) oder Eid-e Qurban (persisch عید قربان, DMG ʿEid-e qurbān) sowie Qurban(i), ist das höchste islamische Fest. Es wird zum Höhepunkt des Haddsch gefeiert, der Wallfahrt nach Mekka, beginnt jährlich am Zehnten des islamischen Monats Dhū l-Hiddscha und dauert vier Tage. Aufgrund des islamischen Mondkalenders kann das Opferfest zu jeder Jahreszeit stattfinden, es verschiebt sich im Sonnenkalender rückwärts um meist elf Tage pro Jahr.
Zusammen mit dem ʿĪd al-fiṭr, dem Fest des Fastenbrechens zu Beginn des Monats Schauwāl, dem Folgemonat des Fastenmonats Ramadan, gehört es zu den bedeutendsten Festlichkeiten im islamischen Jahreskreis.

## Bedeutung
Beim Opferfest wird des Propheten Ibrahim (Abraham) gedacht, der nach muslimischer Überlieferung die göttliche Probe bestanden hatte und bereit war, seinen Sohn Ismael (vgl. Isaak) Allah zu opfern. Als Allah seine Bereitschaft und sein Gottvertrauen sah, gebot er ihm Einhalt. Ibrahim und Ismail opferten daraufhin voller Dankbarkeit im Kreis von Freunden und Bedürftigen einen Widder. Die Geschichte wird im Koran in Sure 37,99–113 erzählt, jedoch wird nicht der Name Ismael verwendet, sondern nur der Begriff „Sohn“. Ebenso ist dort auch nicht die Rede vom „Kreis von Freunden und Bedürftigen“.
In der Bibel wird hingegen von der Opferung Isaaks berichtet (Genesis 22,1–19 ).

## Ablauf

### Tieropfer

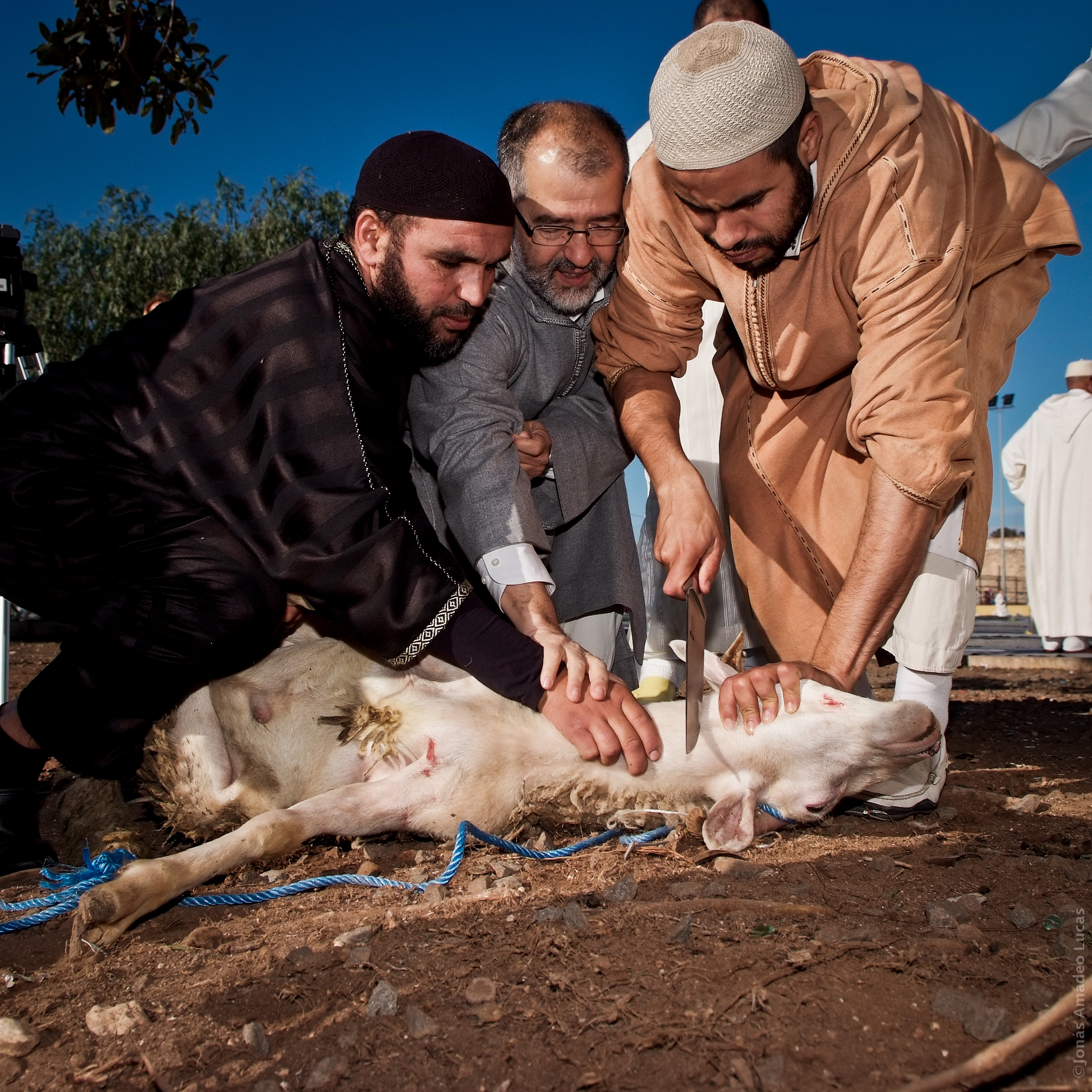
Den Vorschriften entsprechende Schlachtung eines Lamms in Spanien

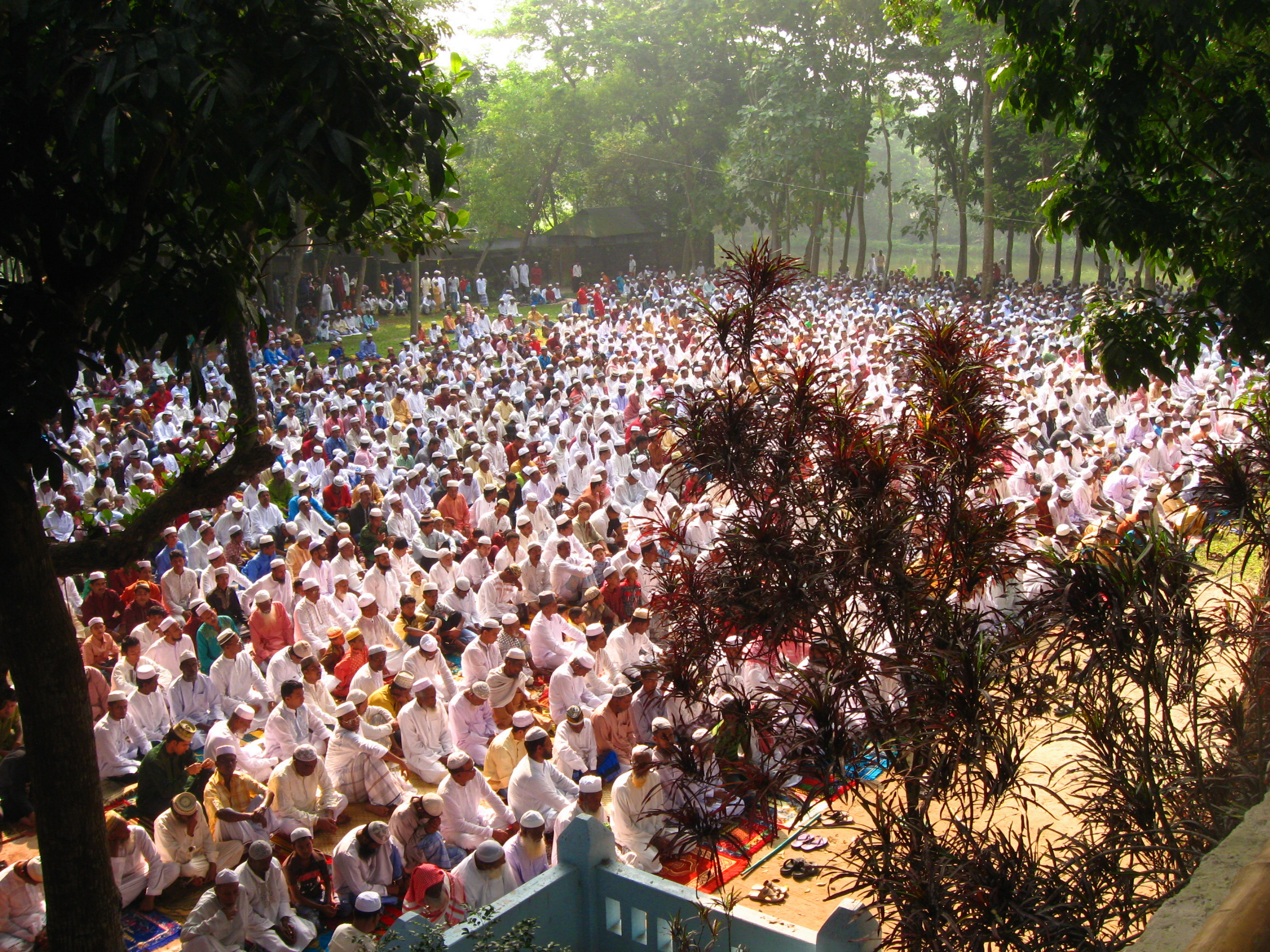
Eidgah-Versammlung in Barashalghar, Bangladesch

Es ist bei gläubigen Muslimen üblich, zur Feier des Festes ein Tier zu opfern, wenn sie es sich finanziell leisten können. Das Fleisch des Tieres wird im Familienkreis, zu dem meist auch Verwandte und enge Bekannte (Nachbarn) gehören, verspeist; ein Teil des Fleisches wird traditionell unter den Armen und Hungrigen verteilt. Über den Pflichtcharakter dieses Opfers (ḍaḥīya) besteht unter den muslimischen Gelehrten allerdings ein Dissens. Während einige Gelehrte wie zum Beispiel al-Kāsānī das Opfer als obligatorisch (wāǧib) einordneten, betrachten es andere nur als einen „etablierten Brauch“ (sunna muʾakkada). Es ist üblich, allen Freunden und Verwandten zum Opferfest die besten Wünsche zu versichern und auch ihnen etwas von dem Fleisch zu geben. Manchmal wird auch einfach geopfert, um Gott zu danken.
Je nach regionaler Verfügbarkeit werden Schafe, aber auch andere domestizierte Tiere wie Ziegen, Rinder, Kamele in Trockengebieten oder Wasserbüffel wie in Indonesien geschlachtet. Allgemein werden nur Paarhufer – außer dem als unrein geltenden Schwein – rituell geschlachtet.

### Festgebet
Sowohl am ersten Morgen des Opferfests als auch am ersten Morgen des Fastenbrechenfests wird die Moschee oder – wenn vorhanden – ein speziell dafür vorgesehener offener Platz (musallā oder eidgah) besucht, um dort das gemeinsame und besondere Gebet (salat) dieses Festtages zu verrichten, welches aus zwei rak'at besteht und die Besonderheit hat, dass die Ansprache (chutba) – meist durch den Imam – nach dem Gebet erfolgt, und nicht, wie beim Freitagsgebet, vor dem Gebet. Die Teilnahme am Gebet ist für die Sunniten Pflicht; Ausnahmeregelungen gelten für Gläubige, die sich auf der Pilgerfahrt nach Mekka befinden.

### Verwandtenbesuche
Meist schließt sich an den Besuch der Moschee ein Besuch des Friedhofs an, um seiner verstorbenen Verwandten und Bekannten zu gedenken und für sie Koranverse zu lesen und Bittgebete zu sprechen, was aber nicht der Sunnah des Propheten entspricht, sondern sich als Tradition in den Ablauf der Feier in verschiedenen Ländern etabliert hat. Der restliche Tag wird genutzt, um die Verwandtschaft und Bekanntschaft zu besuchen. Dabei werden meist in großer Runde diverse Gerichte und Getränke angeboten. Man macht sich gegenseitig und oftmals auch den Bedürftigen Geschenke. Sowohl die Männer als auch die Frauen ziehen sich besonders schöne oder neue Kleidung an. Auch das Haus ist festgemäß vollkommen aufgeräumt und gesäubert.

### Kinder
Es hat sich eingebürgert, dass während des Opferfestes die Kinder beschenkt werden. In größeren Städten finden auch kirmesartige Kinderbelustigungen mit Karussells, Freizeitaktivitäten, Süßigkeiten wie Zuckerwatte und ähnlichem statt.

## Rechtlicher Status in Deutschland
Weil das Opferfest und das Fastenbrechenfest unter allen Muslimen unumstritten und in allen islamischen Rechtsschulen verbindlich als die wichtigsten Feste des Islams gelten, können sich Schüler islamischen Glaubens an diesem Tag in den meisten Bundesländern vom Unterricht befreien lassen. Dies geschieht durch schriftliche Meldung der Eltern, bei Volljährigkeit durch Eigenmeldung.
Für Niedersachsen gilt zum Beispiel laut Erlass: Schülern, die nicht einer evangelischen oder katholischen Kirche, sondern einer anderen Religionsgemeinschaft angehören, ist auf Antrag der Erziehungsberechtigten oder der volljährigen Schüler für Feiertage ihrer Religionsgemeinschaft Gelegenheit zu geben, an einer religiösen Veranstaltung ihrer Religionsgemeinschaft teilzunehmen. Im Zweifelsfall kann ein Nachweis über den betreffenden Feiertag von der Religionsgemeinschaft gefordert werden. Die Antragsteller sind von der Schule darauf hinzuweisen, dass sie die Nachteile tragen müssen, die mit den Unterrichtsversäumnissen verbunden sein können.
Die Lehrer in Rheinland-Pfalz sind angewiesen, an beiden islamischen Festen keine Klassen- oder Kursarbeiten oder sonstige Leistungsnachweise anzusetzen. Eine Abweichung um einen Tag durch die jeweilige Gemeinde wird toleriert. Freigehalten von Leistungsnachweisen wird aber verbindlich nur der im Amtsblatt veröffentlichte Haupttag.
Ähnlich wie bei christlichen Feiertagen, z. B. dem Buß- und Bettag, der in den meisten Bundesländern kein gesetzlicher Feiertag mehr ist, können Arbeitnehmer für das Opferfest Erholungsurlaub nehmen oder unbezahlten Urlaub beantragen.
Zu beachten ist auch, dass die beabsichtigte Schlachtung eines Opfertieres bei dem zuständigen Amtstierarzt zur Schlachttier- und Fleischuntersuchung anzumelden ist. Eine Schlachtung ohne Betäubung (Schächten) ist nach der deutschen Rechtslage grundsätzlich verboten, jedoch kann eine Sondergenehmigung aus religiösen Gründen erteilt werden.
Seit längerem wünschen sich muslimische und türkische Verbände wie etwa die Türkische Gemeinde in Deutschland (TGD) die Einführung eines gesetzlichen muslimischen Feiertags in Deutschland. Als Beispiel wird hier gerne das Opferfest genannt: „Das wäre ein wichtiges Signal an die muslimische Bevölkerung“, sagte laut Pressemeldungen der TGD-Bundesvorsitzende Kenan Kolat im Januar 2014 der Nachrichtenagentur dpa. Über diesen Vorschlag solle eine künftige Islamkonferenz beraten.

## Opferfest-Termine
Der erste Tag des Opferfestes wurde / wird an folgenden Daten gefeiert:
- 2012: 25. Oktober
- 2013: 14. Oktober
- 2014: 04. Oktober
- 2015: 24. September
- 2016: 12. September
- 2017: 01. September
- 2018: 21. August
- 2019: 11. August
- 2020: 31. Juli
- 2021: 20. Juli
- 2022: 10. Juli
- 2023: 28. Juni[4]
- 2024: 17. Juni
- 2025: 07. Juni

Anmerkung: Islamische Feiertage beginnen jeweils am Vorabend des angegebenen Tages. Da der islamische Kalender auf tatsächlichen Neumondsichtungen basiert, kann das Datum je nach Region um einen Tag unterschiedlich sein.
Da auch der jüdische Versöhnungstag Jom Kippur am 10. Tag eines Monats in einem Mondkalender stattfindet, kommt es alle 33 Jahre zu der Situation, dass beide Feiertage am selben Kalendertag begangen werden. Zuletzt war dies 2014 und auch 2015 der Fall. Dieses Zusammentreffen eines Fastentages mit einem Freudenfest ist in israelischen gemischten Städten ein Problem und bedarf besonderer Vorbereitung, damit es zu keinen Konflikten zwischen den Anhängern der beiden Religionen kommt.